# Liste des orgues de Franche-Comté classés dans la base Palissy des monuments historiques

## Méthodologie
Cette liste prend en compte les orgues de Franche-Comté classés uniquement, au titre objet ou immeuble, que ce soit pour leur buffet ou leur partie instrumentale et répertoriés dans la base Palissy des Monuments historiques de France. La section Reprises recense les modifications les plus importantes. Dans certains cas le classement du buffet intègre également la tribune. À défaut de précision, le classement est réputé acquis au titre objet (cas le plus fréquent) mais les initiales I.D. signifient au titre Immeuble par Destination et I. au titre Immeuble.

## Liste

### DoubsetTerritoire de Belfort
| Localisation                                | Construction | Reprises                                   | Buffet                       | Instrument                   | Illustration |
| ------------------------------------------- | --- | ------------------------------------------ | ---------------------------- | ---------------------------- | ------------ |
| Badevel, Temple                             | Claude Ignace Callinet 1845                                                                                             |                                            |                              | Notice no PM25000081         |              |
| Beaucourt, St François-de-Sales             | Friedrich Goll 1888 (buffet d'occasion de cathédrale de Coire par sculpteur Dreyer), transformé Louis Georgel 1940      | Restauré 2009 Jean-Baptiste Gaupillat      | Notice no PM90000141         |                              |              |
| Belfort, cathédrale Saint-Christophe        | Joseph Valtrin 1752, modifié François 1816, restauré Joseph 1848 et réparé Claude Ignace Callinet après 1870            | Restauré Curt Schwenkedel 1971             | Notice no PM90000001         | Notice no PM90000005         |              |
| Besançon, cathédrale Saint-Jean, o.de chœur | Alfred Kern 1982 avec partie tuyauterie o.de transept Charles-Joseph Riepp 1764 & Joseph Callinet 1823                  |                                            |                              | Notice no PM25000138         |              |
| Besançon, chapelle du lycée Victor Hugo     | Positif de François Callinet (début 19e) à partir de tuyauterie ancienne (18e)                                          | Muet en 1988                               |                              | Notice no PM25000379         |              |
| Besançon, chapelle Notre-Dame-du-Foyer      | Jean-Baptiste GHYS 1899                                                                                                 |                                            | Notice no PM25000344         |                              |              |
| Besançon, Notre-Dame                        | Charles Verschneider 1835 réemploi éléments 18e, modifié Nicolas Verschneider 1865 puis Jules HENRY 1898                |                                            |                              | Notice no PM25000209         |              |
| Besançon, Sacré-Cœur                        | Claude Ignace Callinet vers 1844 pour les Eudistes de Besançon, transféré Jules Bossier 1925                            |                                            |                              | Notice no PM25000271         |              |
| Besançon, Temple du Saint-Esprit            | Joseph & Claude Ignace Callinet 1837 au temple de Chamars, transféré 1842, complété Jules Bossier 1930                  | Restauré Alfred & Daniel Kern 1992         |                              | Notice no PM25000274         |              |
| Besançon, St Ferjeux, o.de chœur            | Joseph & Claude Ignace Callinet(non avéré)1850, modifié Jules Bossier 1930                                              |                                            |                              | Notice no PM25000381         |              |
| Besançon, Montrapon, St-Louis               | François Callinet 1807 avec éléments 18e Charles-Joseph Riepp & Joseph Rabiny pour St François-Xavier, transféré 1985   | Restauré Michel Giroud 1991                | Notice no PM25001858 Inscrit | Notice no PM25000219         |              |
| Besançon, Sainte-Madeleine                  | Claude Ignace Callinet 1850, complété Verschneider 1869, modifié Jules Bossier 1934, relevé 2005                        | Restauré Alain Sals & Jean Deloye 1986     | Notice no PM25001477 I.D.    | Notice no PM25000242         |              |
| Besançon, Saint-Maurice                     | Joseph & Claude Ignace Callinet 1838 (réemploi de 8 jeux de Louis Geib 1808), ajout Récit Nicolas Verschneider 1870     |                                            |                              | Notice no PM25000259         |              |
| Besançon, Saint-Pierre                      | François1811(buffet préexistant), augmenté Joseph 1834,puis Louis-François1875CALLINET, modernisation Henri DIDIER20es. | Restauré état 1834 Daniel Kern 1998        | Notice no PM25001478 I.D.    | Notice no PM25000267         |              |
| Beure, St-Hippolyte                         | GEORGES vers 1859 | Restauration Jean Deloye                   |                              | Notice no PM25000387         |              |
| Le Bizot, Saint-Georges                     | Joseph Callinet 1835, modifié Henri DIDIER 1912                                                                         | Restauré Didier Chanon 1985                |                              | Notice no PM25000404         |              |
| Châtenois-les-Forges, Saint-Étienne         | Jean-Georges & Nicolas Verschneider 1859                                                                                | Restauré Alfred Kern 1957                  | Notice no PM90000018         | Notice no PM90000019         |              |
| Lachapelle-sous- Rougemont, St-Vincent      | Claude Ignace Callinet vers 1860, inachevé                                                                              | Relevé Hubert Brayé 2002                   | Notice no PM90000404         | Notice no PM90000403         |              |
| Maîche, Saint-Pierre                        | Jacques Besançon (Suisse) 1779, transformé Nicolas Verschneider 1872                                                    | Restauré Jean Dunand 1977                  | Notice no PM25000898         |                              |              |
| Montbéliard, temple Saint-Martin            | 1755 Jean-Louis Perny, 1843 agrandissement Joseph Callinet, 1899 positif dorsal Bédeville                               | Restauration : Alain Sals 1988             |                              | Notice no PM25001093         |              |
| Mouthe, N.D.de l'Assomption                 | Joseph & Claude Ignace Callinet 1838                                                                                    | Restauré Jean-François Muno 1985           |                              | Notice no PM25001152         |              |
| Naisey-les-Granges,                         | Charles Verschneider entre 1850-60, quasi intact                                                                        |                                            |                              | Notice no PM25001169         |              |
| Nods                                        | Louis-François Callinet 1877                                                                                            | Restau. Jean Deloye 1993                   |                              | Notice no PM25002516         |              |
| Phaffans, N.D.de l'Assomption               | Jean-Georges & Nicolas Verschneider 1858, restauré Jules Bossier 1934                                                   | Rest. Raymond DOMINIQUE 1966-74            | Notice no PM90000406         | Notice no PM90000374 Inscrit |              |
| Pierrefontaine-les-Varans                   | Louis-François CALLINET 1882                                                                                            |                                            | Notice no PM25001712         | Notice no PM25001713         |              |
| Pontarlier, Saint-Bénigne                   | Claude Saumet 1758, reconstruit Joseph CALLINET 1844                                                                    | Restauré Bernard Aubertin 1980             | Notice no PM25001591         | Notice no PM25001718         |              |
| Quingey, Saint-Martin                       | Valentin Rinkenbach 1855, réharmonisé Ernest-Théodore Jacquot 1930                                                      | Restauré Nicolas Martel & Denis Londe 1985 |                              | Notice no PM25001255         |              |
| Réchésy, Saint-Jean-Baptiste                | Jean-Georges & Nicolas Verschneider 1865, modifié Jules Bossier 1922                                                    | Restauré Nicolas Martel 1999               |                              | Notice no PM90000408         |              |
| Le Russey, Saint-Nicolas                    | Louis-François CALLINET 1882, Jean Blesi ajoute 2 jeux 1894                                                             | Restauré Nicolas Martel 1988               |                              | Notice no PM25001290         |              |
| Saône                                       | GEORGES 1865 |                                            | Notice no PM25001339         |                              |              |

### JuraetHaute-Saône
| Localisation                                      | Construction | Reprises                                                                                          | Buffet                                                                 | Instrument           | Illustration |
| ------------------------------------------------- | --- | ------------------------------------------------------------------------------------------------- | ---------------------------------------------------------------------- | -------------------- | ------------ |
| Arbois, Saint-Just                                | Marin Carouge 1728 Notre-Dame (Arbois), transféré Clément 1795, transformé P.A.Ducroquet 1854                                                                     | Restauration Bernard Aubertin 1982                                                                | Notice no PM39000016                                                   | Notice no PM39000036 |              |
| Bletterans, St-Paul, orgue de chœur               | Daublaine Callinet 1840 | Restauré Nicolas Martel & Denis Londe 1990                                                        |                                                                        | Notice no PM39000197 |              |
| Boult, Saint-Maurice                              | Claude-Ignace Callinet 1864, modifié Jules Bossier 1925 | Restauré 1997                                                                                     |                                                                        | Notice no PM70000142 |              |
| Breurey-lès-Faverney, Saint-Laurent               | Charles DIDIER 1868 |                                                                                                   |                                                                        | Notice no PM70000174 |              |
| Champagnole, St Cyr & Ste Juliette                | Marin Carouge 1721 Ursulines de Poligny, transféré Clément 1792, transformé Marcellin Renard 1867                                                                 | Reconstit. Nicolas Martel & Denis Londe 1989                                                      | Notice no PM39000255                                                   | Notice no PM39000257 |              |
| Dole, collégiale Notre-Dame                       | Charles-Joseph Riepp 1754;réparé Joseph Rabiny & Weber 1778;modifié François Callinet 1787; augmenté Joseph Stiehr1830, Xavier Stiehr&Félix Mockers1856(Pédale).  | Restauré Pierre Chéron & Philippe Hartmann 1960,70; relevé 2009                                   | Notice no PM39000460buffet Notice no PM39000463jubé Denis Le Rupt 1568 | Notice no PM39000492 |              |
| Echenans-sous-Mont-Vaudois, Temple                | Martin Wetzel 1858 | Restauré Alfred Kern 1979                                                                         |                                                                        | Notice no PM70000484 |              |
| Faucogney-et-la-Mer, Saint-Georges                | Joseph Rabiny 1787 à Ste Madeleine de Sainte-Marie-aux-Mines, transféré Joseph Callinet 1851                                                                      | Restauré Jean Deloye & Philippe Hartmann 1976                                                     | Notice no PM70000523                                                   | Notice no PM70000515 |              |
| Faverney, abbatiale bénédictine                   | Charles Spackmann Barker & Charles Verschneider 1861, restauré Louis-François Callinet 1885                                                                       |                                                                                                   |                                                                        | Notice no PM70000538 |              |
| Fresse                                            | Charles DIDIER 1865-75 |                                                                                                   |                                                                        | Notice no PM70000607 |              |
| Gray, basilique Notre-Dame                        | Claude Valentin 1728&34, achevé Charles-Joseph Riepp 1752, transformé Joseph Callinet 1834, modifié Jacquot 1870 puis Aristide Cavaillé-Coll 1927                 | Restauré état 1834 Jean-François Muno 1993                                                        | Notice no PM70000691                                                   | Notice no PM70000690 |              |
| Héricourt, St Christophe                          | Aristide Cavaillé-Coll 1888, restauré Alfred Kern 1978 | Restau.Denis Londe 2009                                                                           | Notice no PM70001805                                                   | Notice no PM70001806 |              |
| Jussey, Saint-Pierre                              | Claude Valentin 1717, agrandi 1755, réparé Bénigne Boilot 1759, modifié Henri DIDIER 1899, Jules Bossier 1936                                                     | Restauré Jean Deloye & Philippe Hartmann 1975                                                     | Notice no PM70000828                                                   | Notice no PM70000838 |              |
| Lons-le-Saunier, Cordeliers                       | Reconstruction Joseph&Claude-Ignace Callinet 1842 de l'o. de l'abbaye de Gigny transféré par leur père François 1806, très transformé Charles MICHEL-MERKLIN 1897 | Restauré état 1842 Pascal Quoirin 1985                                                            | Notice no PM39000685 Restauré Mainponte 1985                           | Notice no PM39000684 |              |
| Lons-le-Saunier, Saint-Désiré                     | Daublaine Callinet 1839, hors fonction depuis restauration malheureuse 1973                                                                                       |                                                                                                   |                                                                        | Notice no PM39003585 |              |
| Lure, Saint-Martin                                | Charles-Joseph Riepp 1757 abbaye de Lure, transféré Jean Richard 1793, reconstruit Charles Mutin 1890                                                             | Restauré Jean-François Muno 1989                                                                  | Notice no PM70000873 Gabriel-Ignace Ritter                             |                      |              |
| Luxeuil-les-Bains, basilique Saints Pierre & Paul | Anonyme 1617, agrandi 1695; restauré:1808 & 29 Jean-Baptiste Gavot, Callinet Joseph 1841 & Claude-Ignace 1860, Jules Bossier 1917                                 | Reconstruit Jean Deloye & Philippe Hartmann 1974-80, relevé Jean Deloye & Michel Formentelli 2020 | Notice no PM70000891 I.D. liste 1846                                   | Notice no PM70000906 |              |
| Morez, N.D.de l'Assomption                        | Daublaine Callinet 1840 | Restauré Jean-François Muno 1978                                                                  |                                                                        | Notice no PM39003587 |              |
| Orgelet, N.D.de l'Assomption                      | Reconstruction Marin Carouge 1724, buffet et quelques jeux début XVIIe siècle, modifié Samson Scherrer 1765                                                       | Restauration Bernard Aubertin 1985                                                                | Notice no PM39000950                                                   | Notice no PM39000955 |              |
| Pesmes, Saint-Hilaire                             | Guillaume Mourez 1727, modifié Jules Bossier 1934 | Restauré état originel Jean Deloye 1978                                                           | Notice no PM70001135 I.D.                                              | Notice no PM70001161 |              |
| Poligny, Saint-Hippolyte                          | Aristide Cavaillé-Coll 1859, buffet Jean de Joyeuse de la cathédrale Saint-Michel de Carcassonne 1684                                                             | Restauré Dominique Lalmand 1990                                                                   | Notice no PM39001148                                                   | Notice no PM39001147 |              |
| Saint-Claude, cathédrale St Pierre                | Daublaine Callinet 1844, modifié Joseph Merklin fin 19e puis Philippe Hartmann 1970                                                                               | Restauration: Michel Giroud 1997                                                                  | Notice no PM39001321                                                   |                      |              |
| Salins-les-Bains, collégiale St Anatoile          | Joseph Merklin 1880 dans buffet Claude Moucherel 1737, l'orgue ayant été achevé par Charles-Joseph Riepp 1738                                                     | Restau. 2012 Manufacture Languedocienne de G.O.                                                   | Notice no PM39001487                                                   | Notice no PM39001687 |              |
| Salins-les-Bains, Saint-Maurice                   | Marin Carouge 1717, transformé Athanase Dunand 1956 |                                                                                                   | Notice no PM39003594                                                   | Notice no PM39001691 |              |
| Saulx, Saint-Martin                               | orgue de chœur de Claude-Ignace Callinet entre 1850 & 65 | Muet en 1988                                                                                      |                                                                        | Notice no PM70003804 |              |
| Toulouse-le-Château, château de Baudin            | Pierre-Alexandre Ducroquet 1854 | Restauration Jean Deloye 2000                                                                     | Notice no PM39003597                                                   | Notice no PM39003596 |              |
| Vesoul, Saint-Georges                             | Joseph Rabiny 1772, maintes fois transformé 19e par les Callinet, Stiehr, Jeanpierre, Didier                                                                      | Restauré Alfred Kern 1976                                                                         | Notice no PM70001585                                                   |                      |              |
| Villersexel, St-Nicolas                           | Claude Ignace Callinet 1852 | Restauré Gaston Kern                                                                              |                                                                        | Notice no PM70001658 |              |

## Source
- Base Palissy des Monuments historiques de France